# Miquel Fluxà Rosselló
Miquel Fluxà Rosselló (Inca, 1938) és el President del grup Iberostar. Va ser guardonat amb la Medalla d'Or de la Comunitat Autònoma de les Illes Balears l'any 2014.